# Wakizashi

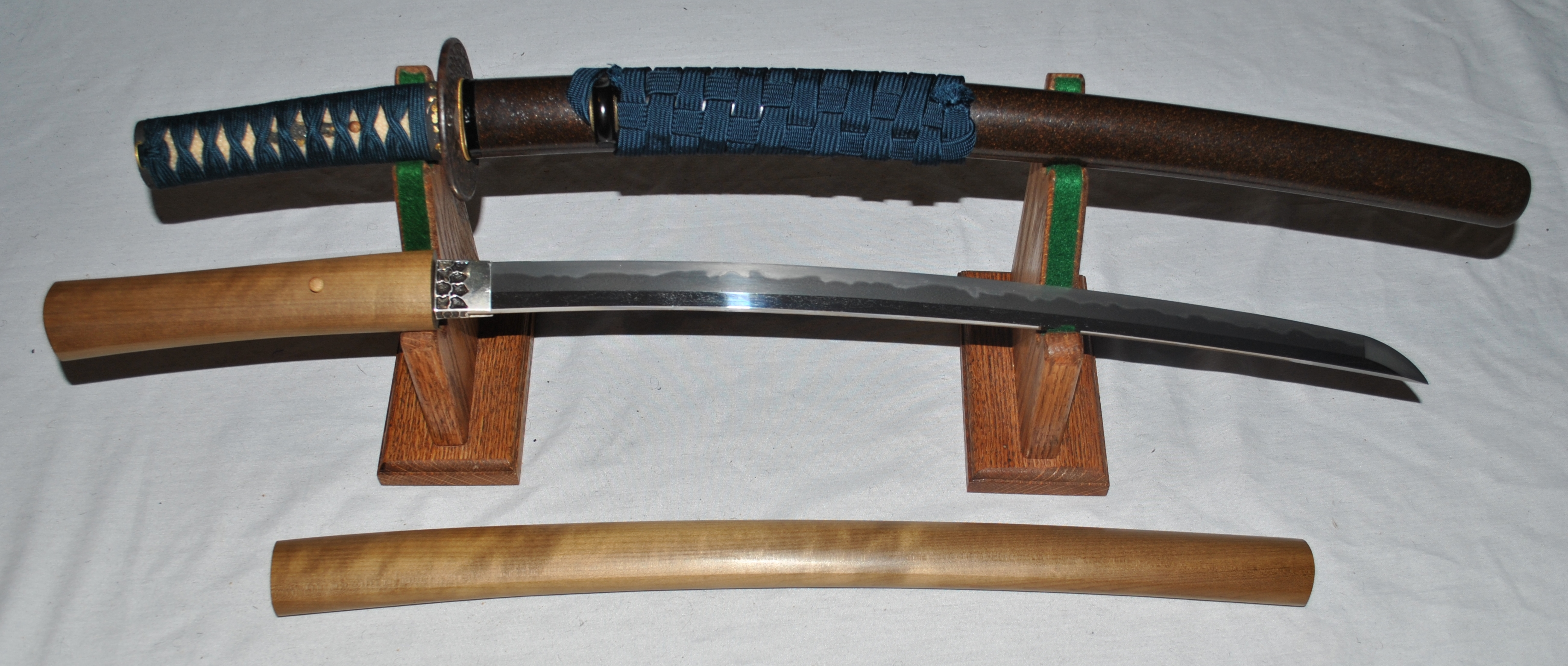
Wakizashi-svärd från 1800-talet.

Wakizashi (脇差), med betydelsen "sidledes instucket svärd", var det mindre svärdet i samurajens svärdpar, daisho (det större svärdet kallas katana). Svärdet var ungefär två shaku långt (1 shaku = ungefär 30,3 cm). Detta svärd kunde bland annat användas för att begå rituellt självmord, harakiri. Svärdet kallas ibland även Shotō eller Kodachi.
Utförandet är lika genomarbetat som katanans, men dess monteringar såsom tsuba och detaljer är i något mindre skala.
Miyamoto Musashi betonar vikten av att använda både katana och wakizashi i sin berömda bok: Go rin no shō (De fem ringarnas bok) som handlar om bland annat "de två himlarnas skola". Detta antyder att man skall använda båda svärden i en kamp och inte bara katanan, som många på den tiden gjorde.